# Frankfort (Illinois)
Frankfort é uma localidade localizada no estado americano de Illinois, no Condado de Cook e Condado de Will.

## Demografia
Segundo o censo americano de 2000, a sua população era de 10.391 habitantes.
Em 2006, foi estimada uma população de 16.928, um aumento de 6537 (62.9%).

## Geografia
De acordo com o United States Census Bureau tem uma área de 28,2 km², dos quais 28,2 km² cobertos por terra e 0,0 km² cobertos por água. Frankfort localiza-se a aproximadamente 232 m acima do nível do mar.

## Localidades na vizinhança
O diagrama seguinte representa as localidades num raio de 12 km ao redor de Frankfort.